# Mala Kishoendajal
Mala Kishoendajal (Paramaribo, 1959) es una escritora neerlando-surinamesa de origen indostánico. 
A la edad de ocho años su familia se radicó en los Países Bajos. A una edad muy temprana comenzó a colaborar en periódicos, inicialmente en una revista especializada. Posteriormente, ella consiguió empleo en el periódico oficial de la ciudad de La Haya.
Mala Kishoendajal escribió dos obras de teatro: en "Geen weg terug" escribió sobre la inmigración de los británicos hindúes a Surinam y desde Surinam a los Países Bajos; en "Sita de vrouw" escribió sobre la mujer indostani tradicional y la mujer indostani moderna occidental.
En el año 2001 escribió su primera novela Dame Blanche, una epopeya sobre las alegrías y desventuras de cuatro generaciones de hindúes orientales que confluyen a La Haya. 
Ese año ella expuso los engaños de los grupos parlamentarios del partido Verde de derecha Tara Oedayrajsingh Varma, durante el año 2002 publicó su controvertida novela Het boegbeeld. El libro ofrece una mirada profunda a la caída de una mujer prominente de Surinam, también se ha destacado que este libro brinda homenaje a las primeras mujeres hindúes en los Países Bajos.  